# 영양형
영양형 또는 영양체(trophozoite)는 "G. trope, nourishment + zoon(동물을 뜻함)"의 결합으로 생겨난 용어로, 말라리아를 유발하는 열대열원충(Plasmodium falciparum) 및 람블편모충속 그룹과 같은 특정 원생동물의 생활 주기에서 활성화된 먹이 단계이다. 영양체 상태의 보완적인 형태는 벽이 두꺼운 낭종 형태이다. 이는 원생동물의 보호, 휴면 형태인 낭종 단계와는 종종 다르다. 영양체는 숙주의 체액과 조직에서 흔히 발견되며, 많은 경우 숙주에 질병을 일으키는 원생동물의 형태이다.  원생동물에서는 엔타메바 히스톨리티카(Entamoeba histolytica)가 숙주의 장 점막을 침범하여 이질을 일으키고 영양체가 간으로 이동하는 것을 돕고 간 농양을 생성한다.